# Dasyatis zugei
Espèce
Statut de conservation UICN

 NT  : Quasi menacé
Dasyatis zugei est une espèce de raie.